# Medvode
Medvode es un municipio y localidad de Eslovenia. Se encuentra en la confluencia de los ríos Sava y Sora, siendo tal circunstancia el origen de su nombre, que significa "entre las aguas". En la localidad se ubican las fábricas de Color y Donit; además, en el río Sava se encuentra la central hidroeléctrica de Medvode.